# Гах (річка)
Гах — річка в Україні у Добровеличківському районі Кіровоградської області. Права притока річки Сухого Ташлика (басейн Південного Бугу).

## Опис
Довжина річки приблизно 7,20 км, найкоротша відстань між витоком і гирлом — 6,45  км, коефіцієнт звивистості річки — 1,12 . Формується декількома струмками та загатами.

## Розташування
Бере початок на північно-східній околиці села Водяне. Тече переважно на південний захід і у селі Липняжка впадає у річку Сухий Ташлик, ліву притоку річки Синюхи.

## Цікаві факти
- Біля гирла річку перетинає автошлях Т 1214[3] (автомобільний шлях територіального значення в Кіровоградській області. Проходить територією Новоархангельського та Добровеличківського районів через Новоархангельськ — Добровеличківку — Помічну — Миколаївку. Загальна довжина — 81,7 км.).